# 陈浩 (1914年)
陈浩（1914年8月—2012年9月27日），湖南茶陵人，1930年6月参加中国共产党革命，1932年1月加入中国共产党，中国人民解放军将领、中国人民解放军开国少将。
曾任中国人民解放军成都军区空军政治部主任。1955年，授予中国人民解放军少将。2012年9月27日8时01分，在南昌逝世，享年99岁。